# Piper oblancifolium
Piper oblancifolium är en pepparväxtart som beskrevs av Truman George Yuncker. Piper oblancifolium ingår i släktet Piper och familjen pepparväxter. Inga underarter finns listade i Catalogue of Life.